# Doryssos
Doryssos (altgriechisch Δόρυσσος Dóryssos, deutsch ‚speerschwingend‘) war in der griechischen Mythologie der Sohn des Labotas und der fünfte König von Sparta aus dem Haus der Agiaden.
Nach dem Tod seines Vaters bestieg er den Thron und soll nach Pausanias nur kurz regiert haben. Nach Hieronymus und den Excerpta Latina Barbari regierte er jedoch 29 Jahre. Sein Nachfolger war sein Sohn Agesilaos I.